# 利物浦萊姆街站
利物浦萊姆街站（英語：Liverpool Lime Street station）是英國的一個鐵路車站，位於利物浦市中心的萊姆街，是利物浦規模最大歷史最久的車站。車站在地上有9個月台，有眾多開往曼徹斯特和布萊克浦爾的近距離路線，以及前往倫敦、紐卡斯爾、諾丁漢、伯明翰等地的長距離列車。地下則是默西塞德鐵路的車站月台。

## 简介

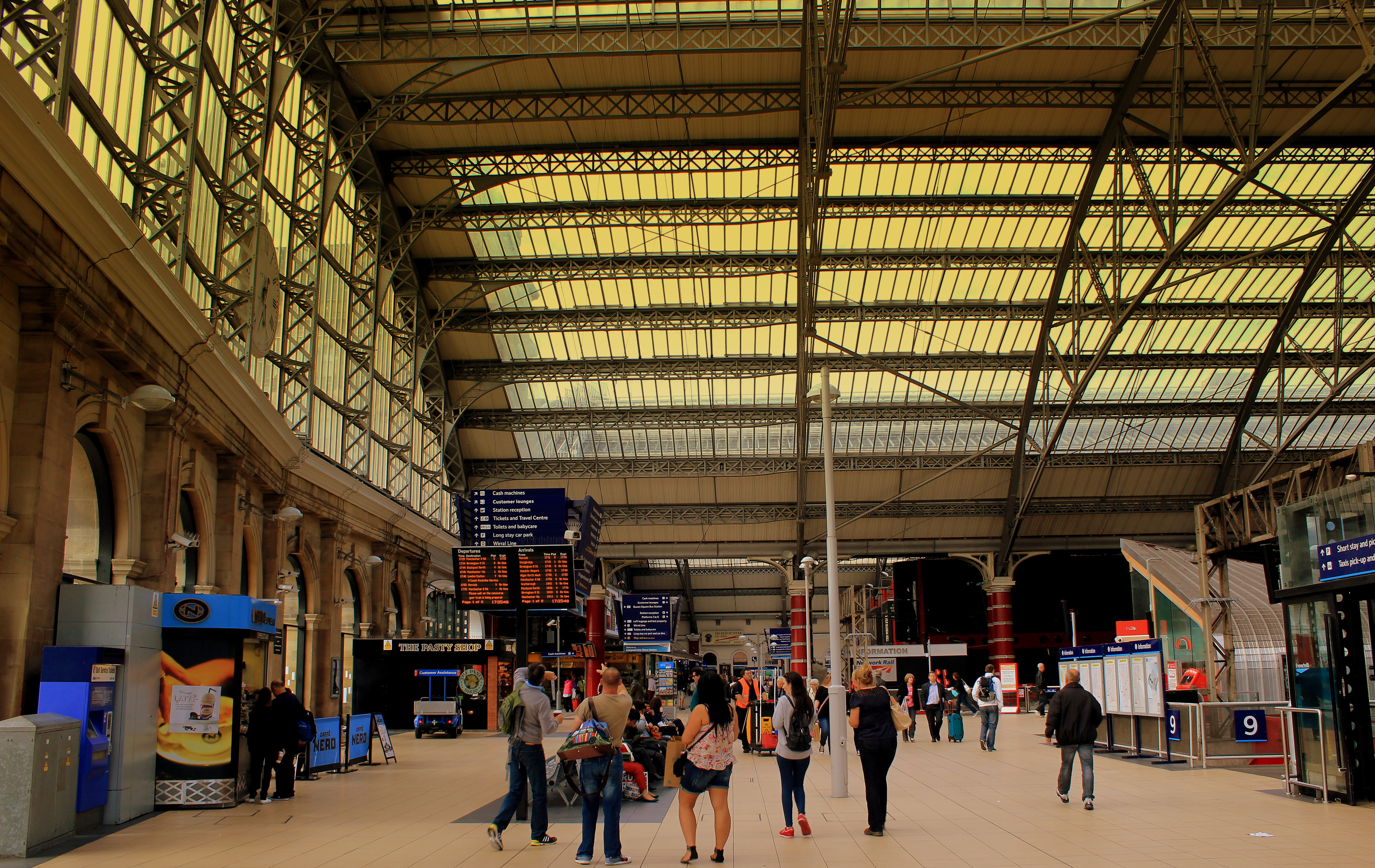
車站大廳

利物浦莱姆街站是一个尽头式总站，是利物浦市中心的最大最主要的车站。1836年8月启用，是世界上最古老的干线尽头式车站，也是目前仍在使用的最古老尽头式总站。从该站出发的服务有英格兰和威尔士的众多目的地，2019年秋季重开直达苏格兰(Scotland)目的地的服务。
利物浦和曼彻斯特铁路公司（L&MR）认为原有的皇冠街站（Crown Street Station）离市中心太远，便在1833年10月开始建造更中心的莱姆街站。由John Cunningham、Arthur Holme和John Foster Jr设计，于1836年8月正式启用。该站在开业后就受到了广大乘客的欢迎，导致6年后车站即急需扩建。第一次扩建工程由约瑟夫-洛克、理查德-特纳、威廉-费尔伯恩和约翰-肯尼迪合作完成，于1849年完成，总造价1.5万英镑（相当于2019年的157万英镑）。1867年，第二次扩建工程动工，建造了现在的北拱形火车棚。该车棚由威廉-贝克和弗朗西斯-史蒂文森设计，建成后是世界上最大的火车棚，其特点是跨度达200英尺（61米），也是第一个大量使用铁质的火车棚。1879年，再度扩建，第二座平行的火车棚在南侧建成。
在1948年铁路国有化后，莱姆街站进行了多次升级改造，在车站内和周围安装了新的信号系统，重新开发了大堂，并建造了新的零售和办公空间。1962年，莱姆街站与克鲁（Crewe）之间的图定电气化服务正式开始。1966年，该站开通了第一条城际列车服务，在利物浦和伦敦之间开通了时速100英里（160公里）的图定服务。在20世纪70年代，地方铁路公司Merseyrail成立，利物浦各大长途客运站都被关闭，结果所有的城际车次都集中在了Lime Street。2003年10月，由维珍列车运营的Pendolino服务，在利物浦火车站隆重揭幕，提供利物浦和伦敦之间的快速服务。2015年5月期间，原利物浦和曼彻斯特铁路的线路电气化改造完成，经圣海伦斯中心站（St Helens Central）到维根的线路也完成了电气化改造。
莱姆街站的正面是一座文艺复兴时期设计的大型建筑，即前西北酒店（North Western Hotel），此后被改造成公寓。自20世纪70年代以来，车站大厅开通了直接通往属于默西铁路的同名地下车站（Lime Street Wirral Line）的通道。在20世纪60年代至2010年期间，车站以南新建了一座名为Concourse House的办公大楼和几家零售商店；但后来这些都已被拆除，迁往其他地方。Lime Street是利物浦最大、最古老的火车站，也是国家路网基础设施维护公司Network Rail直接管理的18个车站之一。2017年期间，Lime Street车站开始了3.4亿英镑的改造计划。在专栏作家和编辑西蒙-詹金斯（Simon Jenkins）撰写的 "英国100个最佳火车站"（Britain's 100 Best Railway Stations）中，莱姆街站是仅有的10个被评为五星的车站之一。

## 历史

### 起源
1830年利物浦和曼彻斯特铁路（L&MR）的原总站位于边山（Edge Hill）的皇冠街，位于市中心以东和市中心以外。即使在Edge Hill站还没有开通之前，人们就迫切需要更接近市中心的车站。1833年10月，市中心的莱姆街（Lime Street）的新车站开始动工；这块土地是以9000英镑（相当于2019年的86万英镑）从利物浦宪章公司（相当于地方议会自治法人）购买的。新车站与现有路网之间新建了一条双轨隧道。在车站本身开工前一年，在Edge Hill和新的Lime Street车站之间修建；在施工过程中，该隧道经常被用来将车站的建筑材料运到工地上。该车站由建筑师John Cunningham、Arthur Holme和John Foster Jr.设计。
1836年8月间，莱姆街车站正式对外开放，建设则到了次年才完工。这座建筑设计有四个大的门廊，其中两个门廊是故意保留不开。在早期的运营中，由于莱姆街到Edge Hill的上坡很陡，列车会在Edge Hill停靠，机车与列车分离；当时的做法是，客车厢靠重力下降，在下降过程中，由车内的刹车员控制下降速度。回程时，利用位于边山的固定式蒸汽机，用绳子将车厢拖到边山。这个系统由当地的工程公司Mather, Dixon and Company建造，他们在工程师John Grantham的指导下工作。1870年，火车改为通过传统的方式进出车站。

### 早期扩建
Lime Street的客流从开通起一路飙升。在开通后的6年后就因巨大的客流量被迫进行提前扩建。原本的扩建计划是建造一个类似于伦敦尤斯顿车站的铁皮屋顶，由铁柱支撑的屋脊屋顶。然而，最终通过的方案是一个单一的弧形屋顶，这个设计由工程师约瑟夫-洛克（Joseph Locke）设计并进行了荷载测试，施工承包给了铁艺创始人理查德-特纳（Richard Turner），工程师威廉-费尔伯恩（William Fairbairn）和制造商约翰-肯尼迪（John Kennedy）进行了检查。 扩建工程耗资1.5万英镑（相当于2019年的157万英镑），于1849年完成，当时著名的建筑师威廉-泰特也参与了这一工程。同时，在1845年期间，L&MR被大交汇铁路（GJR）所吸收；次年，GJR成为伦敦和西北铁路的一部分。在1846年至1849年重建的车站中，有四根柱子，与前1号月台相邻，是工程师Edward Woods的作品。
到了1857年，车站出入口外竖起了一对花岗岩柱子；随着时间的推移，这些柱子被称为 "烛台"。该车棚由威廉-贝克和弗朗西斯-史蒂文森设计，跨度达200英尺(61米)，是当时世界上最大的火车棚，也是世界上第一个全程使用铁质的火车棚。1879年期间，由史蒂文森和E.W.Ives设计的第二座平行的南方火车棚建成。这第二座火车棚采用了干式建筑技术，而每个车棚据说只用了三天的时间就建成了。
Lime Street Station的前面是一座大型建筑，建于文艺复兴时期的复兴风格，它的前身是North Western Hotel，由Alfred Waterhouse设计，建于1871年，从1996年起作为利物浦约翰-摩尔斯大学的学生宿舍。2018年9月28日，利物浦大学宣布，该建筑将由Marcus Worthington集团斥资3000万英镑修复成酒店。它将在2020年以雷迪森红（Radisson RED）利物浦酒店的形式重新开业。
由于1921年的《铁路法》将大部分铁路公司合并为四大铁路公司，莱姆街站归属新成立的伦敦、米德兰和苏格兰铁路（LMS）所有。该站在邮件列车的发展过程中扮演了一个早期的角色，邮局最早从莱姆街站开始用火车发送邮件。

### 国有化
1948年铁路国有化后，莱姆街站成为国铁伦敦米德兰地区的一部分。1948年1月28日，一个控制莱姆街站内及周边地区列车运行的新信号箱投入使用；这个信号箱将持续使用近70年，是2017-2018年退役时最后一个仍在运行的杠杆框架箱之一。1955年期间，车站大厅进行了重新开发和现代化改造。1959年期间，莱姆街开始了西海岸干线电气化第一阶段的准备工作。1962年1月1日，莱姆街与克鲁之间的定期电气化服务正式开始。
到1965年，通往前10号和11号站台的铁路线被拆除。1966年4月18日，该站开通了第一条InterCity列车服务，在利物浦和伦敦之间开通了时速100英里（160公里）的定期服务。1968年11月8日，第十五几内亚特殊服务（Fifteen Guinea Special）由黑五号蒸汽机头（Black Five locomotive 45110）从本站出发去往曼城维多利亚站，这趟列车于晚上7点58分回到莱姆街，标志着国铁公司的最后一次蒸汽运输干线客运之旅的结束。
一座名为Concourse House的办公大楼，以及一排小的零售店，曾经矗立在南面的火车棚外，遮住了拱门。这些建筑是20世纪60年代的，到了2000年代已经破败不堪，作为2010年完成的全面翻新工程的一部分，这些建筑被拆除。
在20世纪70年代，一个新的城市轨道交通网络--默西铁路成立，导致利物浦和伯肯黑德中心的四个总站被停用，使得只有莱姆街作为长途、城际列车的总站保留了下来，成为整个地区中长途线路的中心点。同时，默西铁路网为乘客提供了整个默西赛尔赛德地区的通勤服务，使他们可以方便地到达Lime Street去换乘其他列车。
在1983年至1984年期间，车站大厅再次进行了改建和整修，估计总费用为740万英镑。这次整修包括建造了黑色玻璃建筑，该建筑部分包围了北面车棚内的月台，以及南面车棚内的玻璃幕墙，将大厅与月台隔开。

### 私铁时代
2003年10月20日，维珍列车公司开通了全新的Pendolino服务，在公司创始人兼首席执行官理查德-布兰森（Richard Branson）的见证下，隆重揭幕，首发列车是利物浦到伦敦的特快。该车组从一开始就被设计成可倾斜式列车，很快就取代了西海岸干线上使用的大部分机车和机车车辆（即英铁86、87和90级电力机车以及Mark 2和Mark 3车卡）。在此之前，该车组于2002年7月23日首次引入伯明翰国际至曼彻斯特皮卡迪利的客运服务，以配合2002年英联邦运动会在曼彻斯特的开幕式。
为了帮助庆祝几个高光时刻，如2008年利物浦成为欧洲文化之都，以及2007年利物浦市成立800周年，政府为车站及其周边地区提供了3,500万英镑的重建拨款。Lime Street Gateway项目拆除了位于车站前的陈旧的商业街和办公大楼，并在此基础上建造了一个经过改进的门面和公共广场。随后，Lime Street在国家铁路奖上被评为2010年年度最佳车站。改进项目由英格兰合作伙伴公司负责监督，于2010年10月完成。
主大厅内有一对喜剧演员肯-多德和政治家贝西-布拉多克的雕像，这是雕塑家汤姆-墨菲（Tom Murphy）的作品《偶然的相遇》，2009年6月期间，肯-多德亲自为其揭幕。2014年8月31日，威塞克斯伯爵在车站为利物浦小伙伴纪念碑揭幕。纪念碑由两个铜质浮雕组成，也是由汤姆-墨菲（Tom Murphy）雕刻的。2014年期间，前1-5号站台由国家铁路基础设施维护公司Network Rail全面整修。

#### 曼城和Wigan线电气化
2015年5月，前利物浦和曼彻斯特铁路的线路以及经圣海伦斯中心至维根的线路完成电气化，导致时刻表的重新调整。这包括引入全新的奔宁特快服务，经曼彻斯特维多利亚到纽卡斯尔，与现有的经沃灵顿中心和曼彻斯特皮卡迪利到士嘉堡的服务并驾齐驱。首批列车从2015年3月起开始运营，一开始是开往曼彻斯特机场的服务，随后在这一年中，开通了开往维根西北、曼彻斯特维多利亚和沃灵顿银行码头的服务。

#### 2017塌方
2017年2月28日17时45分左右，在Lime Street和Edge Hill之间的隧道切口处有一堵墙倒塌，导致超过200吨的碎石落到了所有四条进入车站咽喉的铁轨上，车站被切断。在线路受阻期间，维珍列车停靠在Runcorn，其他列车停靠在Liverpool South Parkway。塌方被清理干净、架空电线被修复后，车站在一个多星期后的2017年3月8日重新开放

#### 2017-18翻新
在2017年，一项价值3.4亿英镑的改造计划开工，目的是通过更新信号系统、安装新的月台等来改善莱姆街站，以更好地满足当前的需求。这项工作的一个主要推动力是车站的信号系统年久失修，其核心部件的年代是20世纪40年代建造的，越来越难以获得有经验的操作和维护人员；此外，由于对现有车站布局进行重新设计，只比实施全新的布局略微减少了一些工作，只是没有了新的好处，因此决定利用这个难得的机会同时进行各种改造和改进。从乘客的角度来看，最明显的改变是在7号和8号站台（现在的6号和9号站台）之间的大空间内增设了一对站台；其他所有的站台也都被加长和加宽，作为这项工作的一部分。
据行业刊物《铁路工程师》报道，旧站台的布局相对复杂，给运营带来了一定的困难；许多改造都是为了缓解或消除其中的一些问题，由于6号站台（现为5号站台）的弯曲一直是司机长期以来难以保持信号视线的原因，因此，该站台被重新设计成更直的月台，永久地解决了这个问题。新的布局提供了车站两侧各5个月台，除了更简单之外，新的布局还使发车速度从15英里/小时提高到25英里/小时，并与现代机械化设备的维护相适应。 在布局变化的同时，在莱姆街站和边山站之间的线路上安装了新的Mk3D架空线设备。信号系统的控制权移交给了曼彻斯特铁路运营中心。
莱姆街的改造提供了到格拉斯哥的额外站台服务能力，这些服务将于2019年期间开始。各种新的零售店，以及一个超市，也是由该计划期间进行的工作所建立的。 为了适应这项工作，该站大部分时间被关闭了23天，从2017年9月30日开始；在封锁的后期阶段，有限的服务运行到/从Huyton和一些目的地以外的目的地。该站从2018年6月2日至2018年7月29日关闭，以便进行更多的改造工作。

## 站台布局
利物浦莱姆街分为两部分：地上的主线站，提供全国性的城际和区域性的地铁服务，包括当地的城市线线路。另一部分是地下的默西铁路网中的Wirral线的车站，由主线站和圣乔治厅之间的地下通道链接。

## 干线车站

### 月台
主线站台在19世纪70年代的巨大铁皮和玻璃屋顶所下面。1号至5号月台比6号至10号月台短，后者主要处理去往伦敦、伯明翰、利兹、谢菲尔德和诺维奇的长途服务。进入1-5号站台需要通过检票机，而原7号站台则是随着新的商店和设施的建立而被设置了门禁。原8号和9号站台仍旧是开放式的。
2009年，在原7号和8号站台之间的旧 "出租车路"区域内建起了新的建筑。在2018年车站改造之前，这些建筑内设有客户休息室、维珍列车客户服务点和自动取款机，并有零售单元，其中有咖啡店。
此外，还有四条非客运轨道，其中三条是在北侧车棚内设置的车头岔道，用于机车调头。A轨，位于原1号和2号站台之间；B轨，用于原3号和4号站台；D轨，用于原5号和6号站台。此外，在前6号和7号月台之间还有一个没有客运服务的月台，称为E号月台，有时被称为6¾号月台。

### 设施
厕所、售票机、商店、行李寄存点、计程车等待区和咖啡店等设施。主要的票机是北铁的，商店门口的票机是Avanti West Coast的。车站大堂内有多家商店，包括M&S Simply Food、Caffè Nero、Caffè Nero、Costa Coffee、Boots和WHSmith的分店。

### 接驳交通
该站有直达利物浦One汽车站的10A、C4路公交车，从汽车站乘坐80A或86A（有夜班车）和500路可前往利物浦约翰-列侬机场。巴士服务由Arriva North West和Cumfybus提供。

### 火车车次

#### 东米德兰列车
东米德兰每小时开行一班，途经沃灵顿中心站、曼彻斯特皮卡迪利站、斯托克波特站、谢菲尔德站和诺丁汉站，到诺维奇的服务。下午和晚上的服务在诺丁汉始发或终到。

#### 北铁
北铁是本站的主要运营公司，经营售票处。车次包括：
   到曼彻斯特牛津路的半小时一班服务（经Warrington Central，站站停）
   前往曼彻斯特机场，每小时一班（经Warrington Central和Manchester Piccadilly，不停小站）。
   每小时开往布莱克浦北的服务（不停小站）
   每半小时开往维冈北西区（经圣海伦斯中心站，站站停）
   每小时开往克鲁 （页面存档备份，存于）的服务（经牛顿-勒威尔斯、曼彻斯特皮卡迪利和曼彻斯特机场，站站停）。
   每小时开往Warrington Bank Quay（途经Earlestown，站站停）

#### 奔宁特快
奔宁特快由每小时一班的经曼彻斯特-维多利亚、利兹和约克到纽卡斯尔的车次，部分时刻的车次还延伸到爱丁堡。自2018年5月起，新开每小时一班经同一线路前往士嘉堡的列车。晚点服务始发或终到约克和曼彻斯特。2019年12月，每天还有三趟经普雷斯顿和卡莱尔开往格拉斯哥中心的列车。

#### 伦敦东北铁
自2019年5月起，伦敦西北铁路开通了经伯明翰新街至伦敦尤斯顿的每小时一班的服务，和经伯明翰新街至伯明翰国际的1小时一班。

#### Avanti西海岸
阿凡提西海岸每小时在Runcorn、Crewe和Stafford等地开通到伦敦Euston的Pendolino服务（高峰期还可在Lichfield Trent Valley、Tamworth、Nuneaton、Rugby、Milton Keynes Central和Watford Junction等地开通服务）。

#### 威尔士运输局铁路
威尔士交通局从2019年5月起运营经Runcorn到切斯特的每小时一班的服务，使用Halton Curve，高峰时段延长至Wrexham General。

### 新计划车次

#### Cross Country 2018年新线路方案
交通部2018年关于CrossCountry特许经营权原定于2019年续约，但后来在2018年9月被取消了。但却引用利物浦作为CrossCountry列车服务的潜在新目的地。如果通过，这可能会恢复一些2003年以来撤销的服务。磋商于2018年8月结束，利物浦可能会获得本线。

#### 铁路战略局考虑Merseytravel方案
Merseytravel公司提出的长期铁路战略中，提出了新的直达卡迪夫、布里斯托尔、莱斯特、德比、格拉斯哥中心和爱丁堡Waverley的铁路服务。

#### 维珍列车方案
2019年6月，维珍列车提出了从伦敦尤斯顿到利物浦莱姆街的服务申请，申请从2022年12月起，从伦敦尤斯顿到利物浦莱姆街的开放服务，途经Nuneaton、Tamworth、Lichfield Trent Valley、利物浦南帕克路和利物浦莱姆街，与未来的西海岸合作公司特许经营商Avanti West Coast竞争。

#### Avanti西海岸公司方案
2019年8月，Avanti西海岸公司取代维珍从2019年12月起运营西海岸线路的特许经营权。作为该特许经营权的一部分，新的运营商将着眼于从2022年12月起在利物浦莱姆街和伦敦尤斯顿之间提供每小时最多两趟列车，但须经铁路和道路办公室批准。

#### 未来的北铁和奔宁的特许经营权
2018年11月，北方交通局透露了未来北铁和奔宁特快的特许经营权的几个方案。其中，利物浦的一些选择包括利物浦至克鲁的服务延伸至斯托克顿-特伦特和艾尔萨格，增加利物浦至布莱克浦北部的服务，以及新的利物浦至莱斯特的服务，途经克鲁、斯托克顿-特伦特、乌托克塞特和德比。莱斯特的服务可由TransPennine Express或未来的东米德兰地区特许经营权经营。

#### TransPennine
作为TransPennine Express（TPE）特许经营权协议的一部分（2016年4月授予了第一集團，该公司于2016年4月开始提供服务），每天将有三条新的直达格拉斯哥中心的新车次，沿西海岸干线经普雷斯顿直达格拉斯哥中心。目前每小时一班的TPE纽卡斯线路将于2019年12月经莫尔佩斯延伸至爱丁堡韦弗利。
2005年，复兴列车公司提出了从莱姆街到格拉斯哥中心的每日两班的服务，周末列车改为从布莱克浦到格拉斯哥。该建议没有得到足够的投资支持，但在2014年又重新启动。

#### 威尔士运输局
2018年，Halton Curve路段改造完毕，为利物浦和切斯特之间提供了第二条铁路线路，并允许从利物浦到Wrexham、Llanduddno和北威尔士其他地区的新的直达服务，作为新的威尔士和边境地区特许经营服务的一部分，威尔士运输局铁路在2019年5月推出了到切斯特的服务，未来每隔一小时到Llandudno和Shrewsbury的服务，计划每两小时到加的夫的服务。

#### 伦敦尤斯顿
2016年，伦敦米德兰也曾提出，伦敦米德兰也将运营到伦敦尤斯顿的每小时一班的服务（作为其现有的特伦特河谷半快速服务的延伸），但这一建议被铁路监管办公室拒绝了。从2019年5月起，其后续的伦敦西北铁路公司将运营经伯明翰新街至利物浦的伦敦至利物浦服务。

#### 北铁
作为Northern特许经营权协议的一部分（2016年4月授予Arriva公司，该协议于2016年4月开始实施），从2019年12月起，将有一个新的 "Northern Connect "服务，经曼彻斯特维多利亚和布拉德福德枢纽站（取代目前的全站本地服务到维多利亚），这是自2006年12月10日Northern公司终止了曼彻斯特维多利亚的所有服务以来，首次有直达罗奇代尔、哈利法克斯和布拉德福德枢纽站的服务。

### 撤销的车次
自2000年起，停运的服务如下：
   Wales & West经威尔士边境线前往卡迪夫和米尔福德港的服务。
   Virgin CrossCountry，前往爱丁堡、普尔、韦茅斯、伦敦帕丁顿、朴茨茅斯、普利茅斯和布莱顿。
   西北第一班车经沃灵顿银行码头（Warrington Bank Quay）开往切斯特的服务。
   中央火车公司提供前往剑桥和斯坦斯特德机场的服务。
此外，前英国铁路公司开往苏格兰、威克萨姆和北威尔士其他地区、布拉德福德枢纽站、哈威奇和莱斯特的服务也不再运营。

## 地下车站
地下站由一个单层月台（有时被称为L站台（代表Low Level））、1970年代的利物浦环形隧道和一个售票大厅组成。该车站于1977年启用，通过一条行人隧道和自动扶梯与主线车站相连，通过一条长长的通道穿过Lime Street地下，并从主大厅乘坐电梯进入。

### 修整历史
网络公司在2013年初宣布，莱姆街站将成为第三个翻修的车站，作为4,000万英镑投资的一部分，该项目将对梅西铁路公司所有地铁站进行翻修，但康威公园站除外。这包括月台和订票大厅的整修。车站整修工作于2013年4月至8月期间进行。
2014年6月，连接地铁站与主线站的地铁进行了整修。地铁的部分出入口安装了新的瓷砖、照明、地板和自动门。
地铁站于2016年1月安装了WiFi。
2016年3月，威勒尔线环线将进行轨道更新。该地铁站在2017年1月3日至2017年6月18日期间被关闭，而施工期间。

### 车次
所有列车周一至周六5分钟一班，冬季周日5至10分钟一班。所有的列车都经过利物浦中心和伯肯黑德，其中，每小时有4趟列车继续在新布莱顿（New Brighton）运行。
   每小时有4班车继续开往新布莱顿。
   每小时4趟列车继续开往西科比的列车
   每小时4趟列车继续开往切斯特
   每小时有2趟列车继续开往埃尔斯梅尔港。
要到达北线的目的地，乘客必须使用威勒尔线，在利物浦中心站换乘，或步行到车站的短距离。

## 外部連結
- Station information （页面存档备份，存于） Network Rail上的車站信息